# Arpașu de Jos
Arpașu de Jos é uma comuna romena localizada no distrito de Sibiu, na região histórica da Transilvânia. A comuna possui uma área de 119.31 km² e sua população era de 2753 habitantes segundo o censo de 2007.